# شفلرية أوربانية
شفلرية أوربانية (الاسم العلمي:Schefflera urbaniana) هي نوع من النباتات تتبع جنس الشفلرية من الفصيلة الأرالية.